# Хорншух, Кристиан Фридрих
Кристиан Фридрих Хорншух (нем. Christian Friedrich Hornschuch, 21 августа 1793 — 25 декабря 1850) — немецкий ботаник, адъюнкт-профессор естествознания и ботаники, бриолог, миколог, энтомолог, химик, минералог и натурфилософ.

## Биография
Кристиан Фридрих Хорншух родился в городе Бад-Родах 21 августа 1793 года.
В 1808 году Хорншух начинал обучение в придворной аптеке в Бартенштайне, где он изучал ботанику и химию. В 1813 году Кристиан Фридрих Хорншух переехал в Регенсбург, где он был помощником Давида Генриха Хоппе.
В 1820 году Хорншух был адъюнкт-профессором естествознания и ботаники в Университете Грайфсвальда. В это же время он стал директором Ботанического сада, который при нём значительно расширился, и только что основанного зоологического музея.
Кристиан Фридрих Хорншух умер в городе Грайфсвальд 25 декабря 1850 года.

## Научная деятельность
Кристиан Фридрих Хорншух специализировался на папоротниковидных, Мохообразных, семенных растениях и на микологии.

## Научные работы
- Bryologia Germanica oder Beschreibung der in Deutschland und in der Schweiz. 1827[6].
- Tagebuch auf einer Reise nach den Küsten des adriatischen Meeres. 1818.
- De Voitia et Systolio: novis muscorum frondosorum generibus. 1818[7].
- Einige Beobachtungen über die Entstehung und Metamorphose der niederen vegetabilischen Organismen. In: Flora, 1819.